# Aussonne
Aussonne es una localidad y comuna francesa situada en el departamento de Alto Garona y la región de Mediodía-Pirineos.

## Demografía
| 661 | 873 | 1952 | 3636 | 4000 | 4270 | 5108 | 5587 |
| Para los censos de 1962 a 1999 la población legal corresponde a la población sin duplicidades (Fuente: INSEE [Consultar]) |     |      |      |      |      |      |      |

## Monumentos

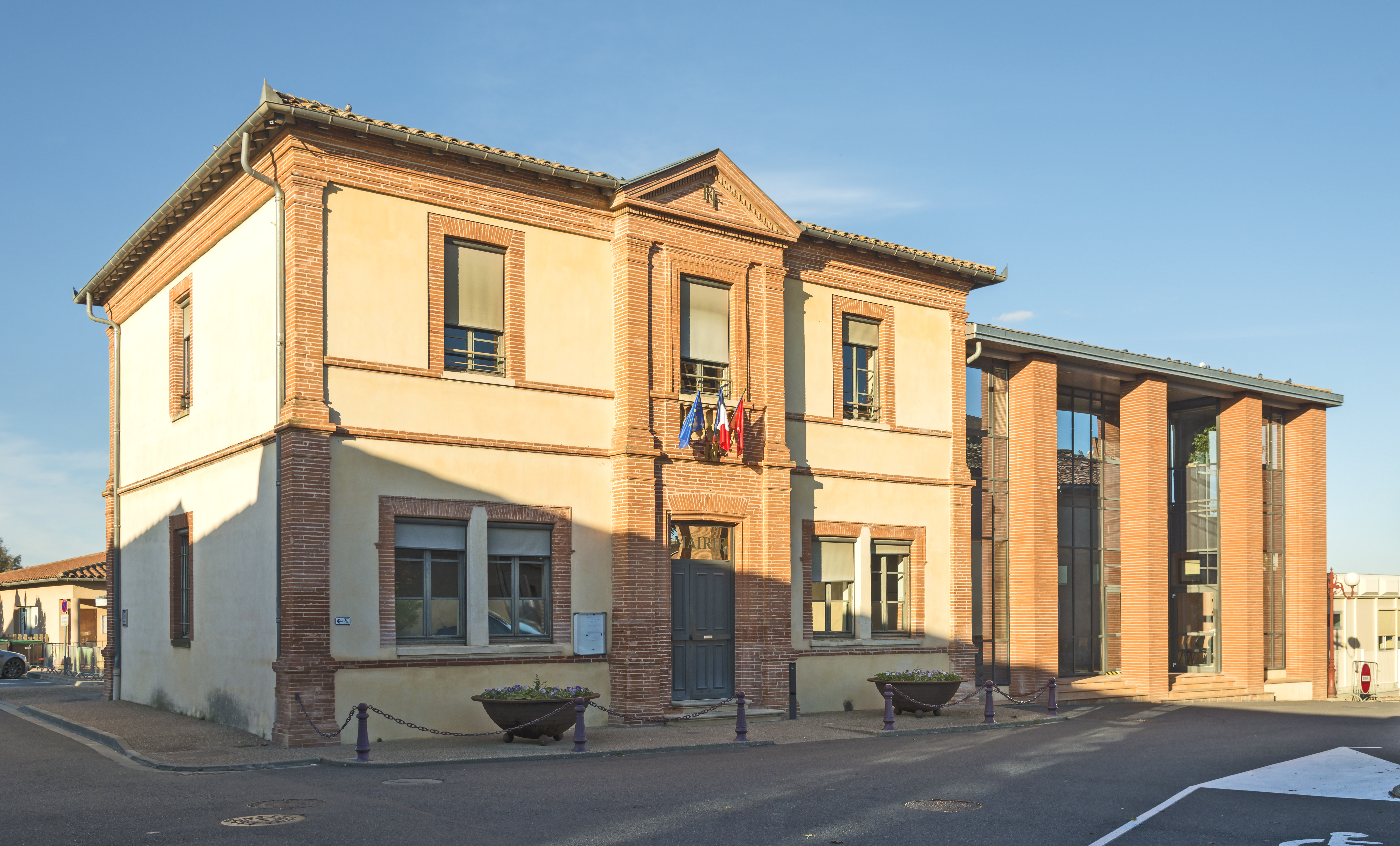
Ayuntamiento
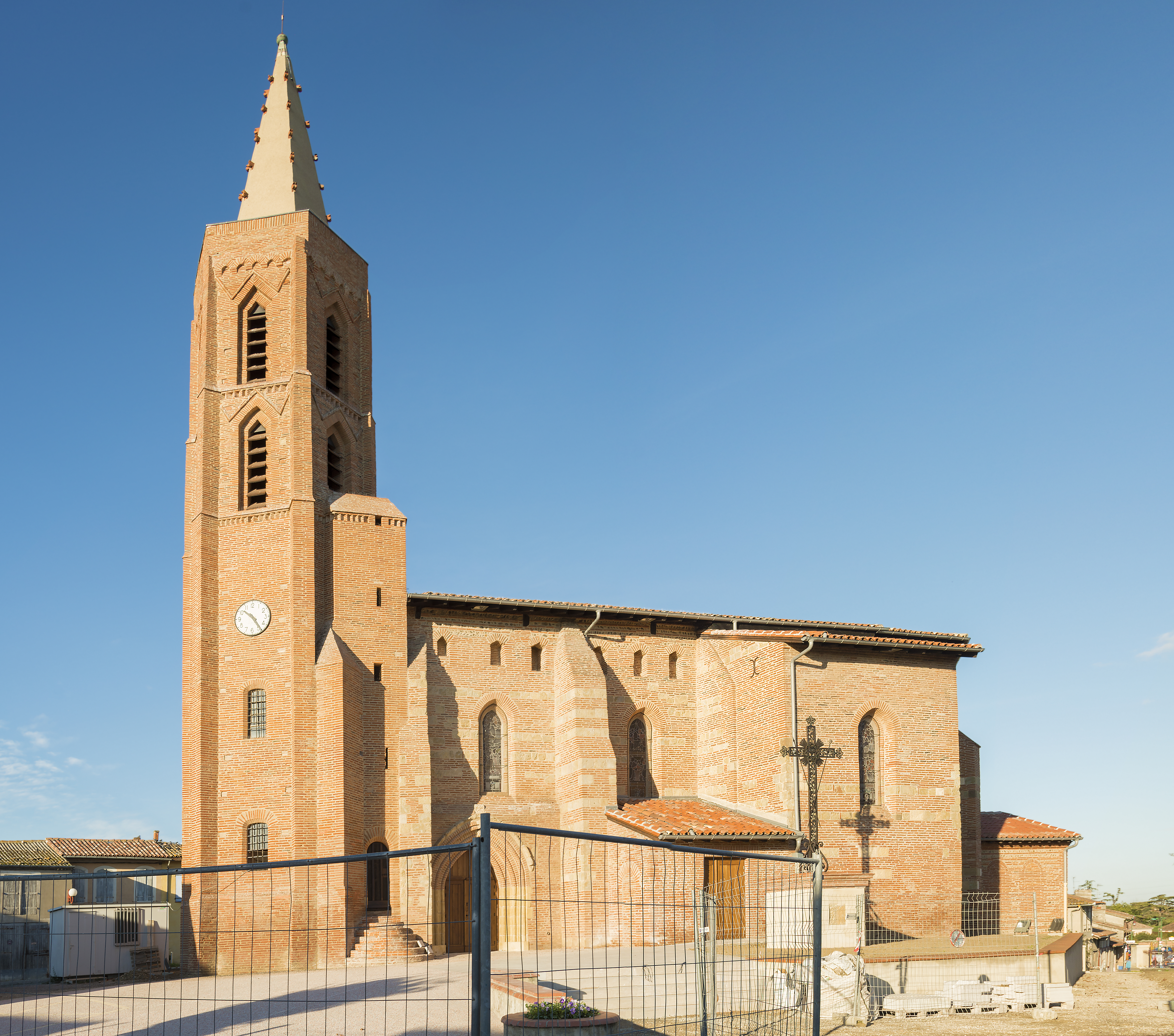
Iglesia
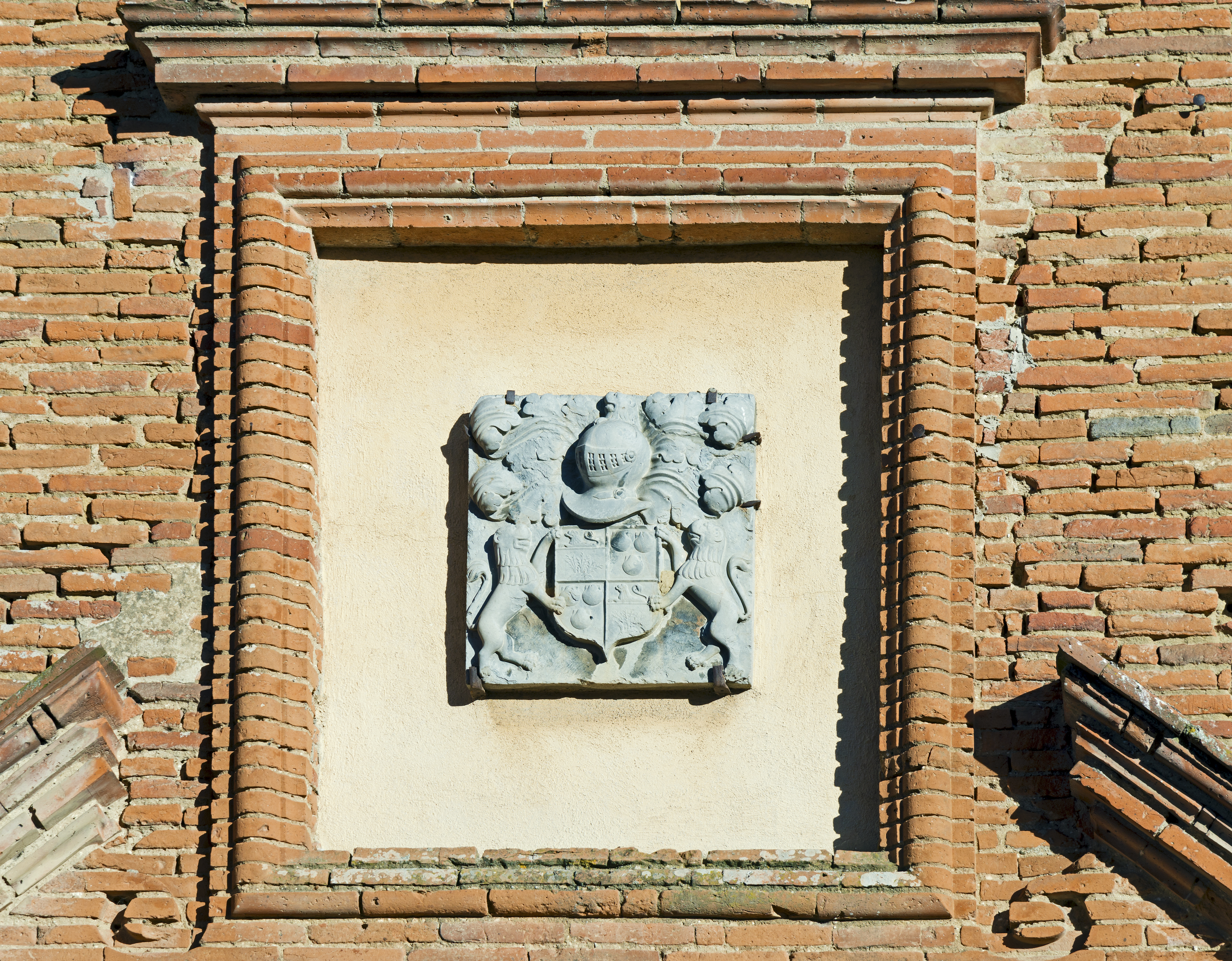
Armas

## Personalidades
- Thérèse Humbert